# Aaron Maybin
Aaron Michael Maybin (Baltimora, 6 aprile 1988) è un ex giocatore di football americano statunitense che ha giocato nel ruolo di linebacker nella National Football League (NFL) e nella Canadian Football League (NFL). Al college giocò a football Università Statale della Pennsylvania.

## Carriera professionistica

### Buffalo Bills
Al draft NFL 2009 Maybin è stato selezionato come 11ª scelta assoluta dai Bills. Il 21 agosto 2009 ha firmato un contratto di 5 anni per un totale di 25 milioni di dollari.  Ha debuttato nella NFL il 14 settembre 2009 contro i New England Patriots indossando la maglia numero 58. Nelle sue prime due stagioni è entrato poco nei meccanismi della difesa dei Bills, inoltre nel suo secondo anno ha saltato 5 partite perché non è stato convocato.
Il 15 agosto 2011 è stato svincolato.

### New York Jets
Il 17 agosto 2011 ha firmato con i Jets per un anno per il minimo salariale, ha scelto il numero di maglia 51. Il 4 settembre viene svincolato per poi esser rifirmato il 28 dello stesso mese.
Nel suo primo anno con i Jets ha guidato la franchigia in sack con 6. Il 13 novembre 2012 è stato svincolato definitivamente.
Dopo avere passato la pre-stagione 2013 con i Cincinnati Bengals e avere giocato nella CFL con i Toronto Argonauts, Maybin il 13 maggio 2014 ha annunciato il proprio ritiro.

## Statistiche
NFL
| Partite totali      | 48  |
| Partite da titolare | 1   |
| Tackle totali       | 36  |
| Intercetti fatti    | 0   |
| Sack                | 6,0 |